# Phaenocarpa lobidentis
Phaenocarpa lobidentis är en stekelart som beskrevs av Bhat 1979. Phaenocarpa lobidentis ingår i släktet Phaenocarpa och familjen bracksteklar. Inga underarter finns listade i Catalogue of Life.